# 城の谷川
城の谷川（しろのたにがわ）は、徳島県美馬市を流れる吉野川水系の河川である。

## 地理
美馬市脇町の水源から南流し脇町大字脇町を通過しうだつの町並みよりやや西から吉野川左岸に合流する。

## 流域の主な施設
- 道の駅藍ランドうだつ
- 徳島県立脇町高等学校

## 流域の自治体
徳島県
美馬市